# Rivière Laverdière
Rivière Laverdière är ett vattendrag i Kanada.   Det ligger i provinsen Québec, i den sydöstra delen av landet, 300 km norr om huvudstaden Ottawa. Rivière Laverdière ligger vid sjöarna  Lac Blondin och Lac Laverdière.
I omgivningarna runt Rivière Laverdière växer i huvudsak blandskog. Runt Rivière Laverdière är det glesbefolkat, med 9 invånare per kvadratkilometer.